# Temple House of Israel (Staunton, Virginie)
Le Temple House of Israel est une synagogue située à Staunton dans l'État de Virginie aux États-Unis, construite en 1925 par la communauté juive House of Israel. Située 115 North Market street, elle est une propriété contributive du district historique de Gospel Hill. Le bâtiment en style néo-mauresque a été construit par l'architecte Sam Collins du bureau d'architectes T.J. Collins and son.  Les carreaux de céramique sont de Henry Chapman Mercer et les vitraux et un écran en verre de Charles Jay Connick de Boston.  
La communauté  House of Israel  a été fondée en 1876 par le major Alexander Hart. Elle tenait initialement ses offices dans les maisons de ses membres, avant de louer en 1885 un entrepôt dans la Kalorama street, l'année où elle s'est affiliée à l'Union pour le judaïsme réformé. 
House of Israel est jumelée avec la communauté Beth El d'Harrisonburg, ville distante d'environ 40 km. Le rabbin Joe Blair est actuellement le rabbin des deux communautés.

## Les débuts
Au milieu du XIXe siècle, plusieurs commerçants juifs, principalement originaires d'Allemagne, s'installent à Staunton, où ils tiennent des magasins de vêtements,  de meubles, de mercerie ou de bijouterie.
La communauté House of Israel est fondée en 1876 à Staunton, Virginie, par le major Alexander Hart, qui a combattu pour les États confédérés d'Amérique lors de la guerre de Sécession. Hart sera le premier président de la communauté et son officiant au moins jusqu'en 1893,.
Les offices sont tenus dans les maisons des membres pendant les huit premières années. En 1884, la communauté acquiert le bâtiment de la Hoover School, situé 200 Kalorama Street, à l'intersection avec la Market Street, où les offices se tiendront à partir de février 1885. Le bâtiment existe toujours, diagonalement opposé à l'historique hôtel Stonewall Jackson. La même année, la communauté qui compte alors 24 membres rejoint l'Union of American Hebrew Congregations, devenu depuis l'Union for Reform Judaism (Union pour le judaïsme réformé). La cotisation est alors fixée à 8 dollars par famille. 
En juin 1886, la communauté achète pour 150 dollars, un terrain au nord de Staunton pour établir son cimetière et y effectuera son premier enterrement en 1887. Le cimetière située sur la North Augusta Street, entre Woodland Drive et Lee Street, est toujours utilisé de nos jours pour les enterrements,.
Au début du XXe siècle, la communauté n'a pas de rabbin, mais tient des offices deux fois par semaine, le vendredi soir de 20h00 à 21h00 et le samedi matin de 10h30 à 11h30. La communauté possède aussi une école religieuse dirigée par Melle Switzer et Mme Josie Loeb. En 1907, la population juive de Staunton est estimée à 40 personnes. Quinze familles sont membres de House of Israel qui tient toujours des offices deux fois par semaine. La communauté n'a toujours pas de rabbin et l'école religieuse a été fermée.
Fannie Barth Strauss, surveillante puis professeur adjoint de latin et allemand au Mary Baldwin College de 1918 à 1954, rétablit en 1916 l'école d'hébreu. En 1919, bien que la synagogue n'ait toujours pas de rabbin, l'école fonctionne une fois par semaine et a deux enseignants et douze élèves. Strauss sert de directrice de l'école de son début jusqu'en 1964, et occupe aussi le poste de trésorière de la communauté de 1946 jusqu'à 1964.

## Emménagement dans Market street
En 1925, la communauté devient trop importante pour son local de Kalorama Street, et achète un terrain au 115 North Market street au Mary Baldwin College pour la somme de 7 150 dollars,. L'architecte Sam Collins du cabinet T.J. Collins and son y conçoit une synagogue en style néo-mauresque,. Le coût total de la construction se monte à 17 000 dollars. Mr Abraham Weinberg, un riche commerçant paiera la moitié de la somme, le reste étant pris en charge par le restant de la communauté. 
Le bâtiment d'un étage possède un toit à deux pentes avec trois baies. Décorée de motifs assyriens, la façade en stuc est flanquée de chaque côté par une tour avec des contreforts modérés et offre au centre une large ouverture à arc plein cintre reposant sur deux colonnes ouvrant sur un porche décoré de carrelages d'Henry Chapman Mercer (1856-1930). Toutes les vitraux des fenêtres et d'un large écran en verre ont été créés par Charles Connick de Boston qui créa aussi de nombreux vitraux pour des bâtiments religieux comme les rosaces des cathédrales Saint-Jean le Divin  et Saint-Patrick de New York. Tous les vitraux de la synagogue représentent un fruit ou une plante que l'on peut trouver en Israël, comme les olives, le raisin, le citron, les grenades, etc. Le coût total des 16 vitraux et de l'écran intérieur s'élève à 700 dollars. 
Une baie vers le sud sur un des côtés de la bimah est rajoutée en 1947, et l'arrière de la synagogue agrandie pour y installer une cuisine et une petite salle de réception. Ces rajouts ont été conçus par Sam Collins, l'architecte de la synagogue. En 1965, la salle de réception est agrandie pour pouvoir accueillir l'école religieuse. 
La synagogue fait partie des bâtiments contributifs qui ont permis, en 1984, la nomination de Gospel Hill par le Registre national des lieux historiques comme district historique.
Au début des années 1970, Frank M. Waldorf est le rabbin de la communauté.  Il a ensuite été rabbin du Temple Sinai à Brookline (Massachusetts) pendant trente ans.

## Des années 1980 à nos jours
La communauté reste petite. En 1983, le nombre de membres est de 28 familles. Douglas D. Weber sert de rabbin de House of Israel et de sa communauté sœur Beth El de Harrison. De 1984 à 1988, Lynne Landsberg reprend le poste. C'est la 30e femme rabbin diplômée de l'Union for Reform Judaism. Auparavant, elle a servi comme rabbin associé de la Synagogue centrale de Manhattan (New York). Par la suite, elle joue un rôle important au sein de l'Union for Reform Judaism et à la suite d'un sérieux accident en 1999 qui la laisse handicapée, elle devient conseiller principal sur les sujets d'invalidité au Centre d'action religieuse pour le Judaïsme réformé.
Pendant les années 1990, les deux communautés ont Jonathan Biatch comme rabbin.        
Depuis 2010, le rabbin de House of Israel et de Beth El est Joe Blair. En tout, les deux communautés ont un total de 120 familles membres. Blair possède un B.A et une maîtrise universitaire en informatique de l'université de Virginie et un Juris Doctorate (doctorat professionnel) du William & Mary Law School. Après avoir travaillé pendant 15 ans en informatique, et brièvement comme avocat, il recommence des études et suit des cours au Reconstructionist Rabbinical College (Séminaire rabbinique reconstructioniste) d'où il obtient une maitrise littérature hébraïque en 1996. En 2004, il est nommé professeur de religion adjoint au Mary Baldwin College. Il est membre de Toastmasters International, auquel il attribue sa facilité de s'exprimer, et est un modérateur sur le forum de conversion du site Jewish.com du Detroit Jewish News.   

## Filmographie
La synagogue House of Israel a servi en décembre 2013 comme lieu de tournage pour le film documentaire Rita Dove: An American Poet, produit par Heritage Film Project.